# 娄师白
娄师白（1918年6月—2010年12月13日），原名绍怀，后改少怀，字亦鸣，号燕生，后改师白，以号行，斋号老安馆，祖籍湖南浏阳市人，出生于北京，中国画家。师从齐白石，继承齐派艺术技法特色并有所创新，擅长画鸭。

## 生平
1918年6月生于北京，14岁师从国画大师齐白石学习诗、书、画、印，在齐白石身边长达25年。齐白石在为娄刻姓名章时，以《论语》中「老者安之，朋友信之，少者怀之」一句为娄改名「少怀」。「师白」之号亦为齐白石所起。
1942年毕业于北京辅仁大学美术系，后专事绘画。曾任北京画院一级美术师，中国画研究会副会长，中国书画函授大学名誉教授，北京燕京书画社顾问，北京市对外友好交流协会理事，北京市政协委员，北京师白艺术研究会艺术顾问等职。其艺术思想是“厚今而不簿古、基中可以融洋”，曾多次在国内外讲学和举办展览，为传播中国画艺术作出了积极的贡献。
2004年10月，中华书局由湘潭市图书馆出版的《齐白石辞典》中，称娄师白曾经在文革中改名「娄批白」，并声明与老师齐白石划清界限，文革结束后又改回娄师白。娄师白则称自己从未改名「娄批白」，并在2005年将中华书局告上法庭，之后又起诉湘潭市图书馆。2008年11月29日，北京市西城区人民法院宣判娄师白胜诉，判决湘潭市图书馆在《人民日报》等12家媒体上刊登致歉声明、重新印刷出版《齐白石辞典》并支付精神损害赔偿费60万元。
2010年12月13日，娄师白因病在北京逝世，享年92岁。

## 著作
作品有《春暖人间》《雏鸭》《漓江帆影》《长白积雪》等，著有《齐白石绘画艺术》《娄师白画辑》《画鸭》《娄师白印章手拓本》等。